# Chi (kana)
Chi (romanização do hiragana ち ou katakana チ) é um dos kana japoneses que representam um mora. No sistema moderno da ordem alfabética japonesa (Gojūon), ele ocupa a 17ª posição do alfabeto, entre Ta e Tsu.
O caractere pode ser combinado a um dakuten, para formar o ぢ em hiragana, ヂ em katakana e di (ou ji) em romaji.
| Forma                                        | Romaji                                     | Hiragana             | Katakana             |
| -------------------------------------------- | ------------------------------------------ | -------------------- | -------------------- |
| ch- (た行 ta-gyō)                            | chi                                        | ち                   | チ                   |
| ch- (た行 ta-gyō)                            | chii chī                                   | ちい, ちぃ ちー      | チイ, チィ チー      |
| Com yōon ch- (ちゃ行 cha-gyō)                | cha                                        | ちゃ                 | チャ                 |
| Com yōon ch- (ちゃ行 cha-gyō)                | chaa chā, chah                             | ちゃあ ちゃー        | チャア チャー        |
| Com yōon ch- (ちゃ行 cha-gyō)                | chu                                        | ちゅ                 | チュ                 |
| Com yōon ch- (ちゃ行 cha-gyō)                | chuu chū                                   | ちゅう ちゅー        | チュウ チュー        |
| Com yōon ch- (ちゃ行 cha-gyō)                | cho                                        | ちょ                 | チョ                 |
| Com yōon ch- (ちゃ行 cha-gyō)                | chou choo chō, choh                        | ちょう ちょお ちょー | チョウ チョオ チョー |
| Com dakuten d- (j/z-) (だ行 da-gyō)          | di (ji, zi)                                | ぢ                   | ヂ                   |
| Com dakuten d- (j/z-) (だ行 da-gyō)          | dii (jii, zii) dī (jī, zī)                 | ぢい, ぢぃ ぢー      | ヂイ, ヂィ ヂー      |
| Com yōon e dakuten dy- (j-) (ぢゃ行 dya-gyō) | dya (ja)                                   | ぢゃ                 | ヂャ                 |
| Com yōon e dakuten dy- (j-) (ぢゃ行 dya-gyō) | dyaa (jaa) dyā (jā), dyah (jah)            | ぢゃあ ぢゃー        | ヂャア ヂャー        |
| Com yōon e dakuten dy- (j-) (ぢゃ行 dya-gyō) | dyu (ju)                                   | ぢゅ                 | ヂュ                 |
| Com yōon e dakuten dy- (j-) (ぢゃ行 dya-gyō) | dyuu (juu) dyū (jū)                        | ぢゅう ぢゅー        | ヂュウ ヂュー        |
| Com yōon e dakuten dy- (j-) (ぢゃ行 dya-gyō) | dyo (jo)                                   | ぢょ                 | ヂョ                 |
| Com yōon e dakuten dy- (j-) (ぢゃ行 dya-gyō) | dyou (jou) dyoo (joo) dyō (jō), dyoh (joh) | ぢょう ぢょお ぢょー | ヂョウ ヂョオ ヂョー |

| (cha) | (ちゃ) | (チャ) |
| (chi) | (ち)   | (チ)   |
| (chu) | (ちゅ) | (チュ) |
| che   | ちぇ   | チェ   |
| (cho) | (ちょ) | (チェ) |

| (dya, ja) | (ぢゃ)     | (ヂャ)     |
| (dyi, ji) | (ぢぃ, ぢ) | (ヂィ, ヂ) |
| (dyu, ju) | (ぢゅ)     | (ヂュ)     |
| dye (je)  | ぢぇ       | ヂェ       |
| (dyo, jo) | (ぢょ)     | (ヂョ)     |

## Formas alternativas
No Braile japonês, ち ou チ são representados como:
| ● | － |
| ● | ●  |
| ● | － |

O Código Morse para ち ou チ é: ・・－・

## Traços

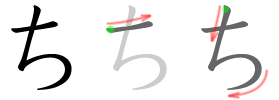
Seqüência de traços para escrita do ち

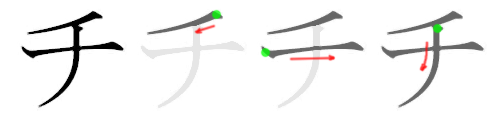
Seqüência de traços para escrita do チ